# Betta Naan Stop
Prateek Sachdeva, más conocida como Betta Naan Stop, es una drag queen, modelo, y bailarina de la India. Betta ha estado actuando como drag durante seis años y ha sido la artista drag principal en la comunidad LGBT india. Prateek es una de las artistas principales de Kittysu, la cadena de clubes de vida nocturna Queer de Lalit Group.

## Biografía
Prateek comenzó su carrera como bailarín con DanceWorx de Ashley Lobo. Obtuvo una beca en Melbourne y recibió más formación en teatro musical antes de regresar a su casa en Delhi. Cuando Violet Chachki actuó en el sexto aniversario de Kitty Su Delhi, Prateek decidió asistir vestida de mujer. Fue entonces cuando se dio cuenta de que quería ser drag queen. Sachdeva comenzó a trabajar y a experimentar más con el drag después de una serie de sesiones de maquillaje con su hermana azafata y después de ver Paris Is Burning y varias temporadas de RuPaul's Drag Race. Su primera actuación fue como parte de un taller de educación sexual en el colegio St. Columbus de la capital. No fue planeado, pero pronto estuvo en el escenario realizando sus mejores movimientos.
En una de las entrevistas, Prateek dijo: «Creo que cualquiera que tenga algún tipo de seguimiento e influencia debería usar sus plataformas para mejorar la sociedad. ¡A veces, ser tú mismo es un gran paso en sí mismo!». En caso de que haya alguien que quiera ser como tú, podrá ver por sí mismo tu viaje y tus logros, tus desafíos y tribulaciones.
En 2023, Betta Naan Stop apareció como jueza en la primera temporada del reality show Make Me Up. Prateek también ha sido incluida en la lista Forbes 30 under 30, una de las únicas drag queens que llegó a la lista después de Sushant Divgikar en 2020.